# John Maynard Smith
John Maynard Smith, FRS (6. ledna 1920 – 19. dubna 2004) byl britský teoretický evoluční biolog a genetik. Původně byl leteckým inženýrem během druhé světové války a udělal si druhý titul v genetice pod dohledem J. B. S. Haldana. Mezi jeho hlavní přínos patří uplatnění teorie her v evoluční biologii a zabýval se např. evolucí sexu.

## Biografie
Narodil se v Londýně, ale po smrti jeho otce v roce 1928 se rodina odstěhovala do Exmooru, kde se začal zajímat o přírodopis. Na Eton College se po přečtení knih J. B. S. Haldana začal zajímat o Darwinovu evoluční teorii a matematiku.
Po vystudování Eton College se stal členem Komunistické strany Velké Británie a začal studovat inženýrství na Trinity College na Cambridgi. Po začátku druhé světové války se dobrovolně přihlásil do služby, byl ovšem odmítnut kvůli špatnému zraku. V roce 1941 dokončil bakalářský titul v inženýrství a během let 1942–1947 se věnoval návrhu vojenských letadel. V roce 1941 se také oženil se Sheilou Matthew, s kterou měl později dva syny a jednu dceru.
Později začal studovat genetiku octomilky obecné pod dohledem Haldana na University College London (UCL). Poté mezi lety 1952 a 1965 na UCL přednášel zoologii a prováděl výzkum v oboru populační genetiky. Mezitím se stále více rozcházel s názory komunismu a Komunistickou stranu opustil v roce 1956.
V roce 1962 se stal jedním ze zakládajících členů Univerzity v Sussexu, kde působil v letech 1965–85 a poté se tam stal emeritním profesorem. V roce 1973 formalizoval důležitý koncept v teorii her, kterému se říká evolučně stabilní strategie (ESS). V roce 1982 vydal o tomto tématu knihu Evolution and the Theory of Games (česky doslova Evoluce a teorie her).
V roce 1977 se stal členem Královské společnosti a v roce 1986 získal Darwinovu medaili.
Dále se věnoval evoluci sexu a vydal knihu The Evolution of Sex. V roce 1995 vydal spolu s biochemikem Eörsem Szathmárym knihu The Major Transitions in Evolution (česky doslova Hlavní přechody v evoluci).
V roce 1991 získal Balzanovu cenu, v roce 1995 Zlatou medaili Linného společnosti a v roce 1999 obdržel Copleyho medaili a spolu s Ernstem Mayrem a Georgem C. Williamsem Crafoordovu cenu.
Zemřel na karcinom plic ve svém domě v Lewesu.